# Peperomia latilimba
Peperomia latilimba är en pepparväxtart som beskrevs av Truman George Yuncker. Peperomia latilimba ingår i släktet peperomior, och familjen pepparväxter. Inga underarter finns listade i Catalogue of Life.